# Шони (Оклахома)
Шо́ни (англ. Shawnee) — город в округе Поттавотоми, Оклахома, США. По состоянию на 2010 год в городе проживало 29,857 человек.
Шони — административный центр округа Поттавотоми, и является частью объединенной статистической области Оклахома-Сити — Шони и крупнейшим городом статистической области Микрополии Шони.
Город расположен на автомагистрали 40. На востоке от города находится Оклахома-Сити.

## Этимология
Город получил имя по названию индейского племени шауни.

## География
Согласно Бюро переписи населения США, общая площадь города составляет 115,7 км². Около 109,5 км² — суша, а 6,2 км² занимает вода (5,37 %). В Шони находится Университет Святого Григория, учреждение бенедиктинских католиков, основанное в 1875 году, и Оклахомский баптистский университет, основанный в 1906 году. Город был выбран учредителями вуза частично из-за того, что две баптистские конвенции (одна на Индейских территориях, и одна на территориях Оклахомы) ранее объединились, и Шони была нейтральной территорией. Город также является одним из крупнейших пригородов Оклахома-Сити.